# Раутиан, Глеб Николаевич
Глеб Николаевич Раутиан (17 [29] июля 1889, Режица, Витебская губерния (ныне Резекне, Латвия) — 1 сентября 1963, Ленинград) — учёный-технолог, специалист в области колориметрии и физиологической оптики, доктор технических наук.

## Биография
Глеб Николаевич Раутиан — старший сын уездного судейского следователя Николая Раутиана. Дед — Андерс Раутиан, гравёр, выходец из Финляндии. Мать — Мария Александровна Сафьянщикова, из псковского купечества. В 1896 году семья Николая Раутиана переехала из Риги в Санкт-Петербург.
Глеб Раутиан окончил 3-е реальное училище Санкт-Петербурга. Рано начал заниматься физикой и биологией.
В 1906—1912 годах был студентом Санкт-Петербургского университета, сначала отделения химии, с 1907 года — отделения физики. После окончания университета ему предложили остаться при кафедре для продолжения научной работы, но без жалованья.
В 1912 году он начал преподавать в 4-классном мужском училище.
В 1915 году женился на Ольге Владимировне Лабунской в Риге. Через год родилась дочь Наталья.
В 1915 году стал работать ассистентом, а с 1917 года преподавал на механическом факультете Технологического института.
В 1920 году Г. Н. Раутиан помогал восстановить работу учебных заведений в послереволюционной Кубани как секретарь техно-химического факультета Кубанского политехнического института. Преподавал в Кубанском институте народного образования и Северо-Кавказском техникуме.
В 1921 году Раутиан начал работать в Государственном оптическом институте(ГОИ), с которым связана значительная часть его научной деятельности.
В 1925 году Глеб Николаевич развёлся с О. В. Лабунской и женился на Лидии Ивановне Дёмкиной. Их семейный союз продлился всю жизнь, в этом браке родилось восемь детей. В лице Лидии Ивановны Глеб Николаевич встретил друга и соратника, столько же увлечённого наукой, как и он сам. Вся их дальнейшая научная деятельность шла рука об руку.
В 1927—1936 годах Г. Н. Раутиан работал в фотометрическом отделе ГОИ, вместе с женой они создали цветовую лабораторию. В 1936—1939 годах он возглавлял цветовую лабораторию на Изюмском заводе оптического стекла (ИЗОС) и участвовал в разработке новых цветных стёкол.
В 1938 году ему была присуждена учёная степень доктора технических наук без защиты диссертации.
В 1939—1941 годах Г. Н. Раутиан работал в актинометрической лаборатории Всесоюзного института метрологии им Д. И. Менделеева.
Во время войны в 1942—1944 годах Г. Н. Раутиан возглавлял научную лабораторию на заводе в уральском посёлке Сарс. Завод был образован из эвакуированных из Ленинграда, Изюма и Никольска цехов оптического стекла.
С 1945 по 1963 год Г. Н. Раутиан занимался научными исследованиями по колориметрии в ГОИ. С 1958 по 1963 год был председателем постоянной колориметрической комиссии при ВНИИМ и Госстандарте, которая объединяла специалистов по цвету и координировала колориметрические исследования в СССР.
В 1963 году Глеб Николаевич Раутиан умер в Ленинграде от инфаркта.
Е. Н. Юстова, крупный специалист в области колориметрии, коллега Г. Н. Раутиана по работе в ГОИ, пишет: «Стиль работы Глеба Николаевича — это личное участие в лабораторном эксперименте и настойчивое преодоление трудностей, связанных с разработкой конструкций и изготовлением приборов. Глеб Николаевич „горел на работе“, стремясь сделать больше, лучше, быстрее. Он обладал бодрым духом, энергией и жизнерадостностью, всегда был полон свежих идей, замыслов, исканий. Будучи от природы мягкого характера, он был твёрд и решителен в достижении своих научных целей. Глеб Николаевич отечески относился к своим ученикам-сотрудникам, всемерно развивая в них творческое начало. Работа целиком поглощала ум и сердце Глеба Николаевича. Даже умирая, он не переставал думать и беспокоиться о том, как идёт работа его сотрудников. Его жизнь является образцом служения отечественной науке».

## Научная деятельность
В 1921 году Г. Н. Раутиан начинает работать в Государственном оптическом институте. Перед сотрудниками института стояла задача наладить производство оптического стекла. Глеб Николаевич занимался точными измерениями показателя преломления и дисперсии стекла, разработкой методов контроля стекла по свилям
и пузырям.
Как пишет Л. И. Дёмкина, составившая подробный очерк научной деятельности своего мужа, одновременно с измерениями оптических постоянных Г. Н. Раутиан разработал установки для субъективного и объективного наблюдения свилей в оптическом стекле. Им был разработан и построен стереоскопический прибор в виде большой действующей модели для точного определения места залегания свилей в оптическом стекле для заводской практики.
В 1927 году Г. Н. Раутиан перешёл из оптотехнической в фотометрическую лабораторию, создав там группу «зрительных восприятий». Здесь он занимался работой по улучшению видимости удалённых объектов. Эту серию работ он начал с рассмотрения свойств глаза как физического прибора и исследования вопроса о яркости световой завесы в биноклях и подзорных трубах, определив методы её устранения. Занимался исследованиями спектрального состава дневного света и пропускания атмосферы по спектру, разработал для этой цели проект телефотометрической установки.
Тогда же Г. Н. Раутиан разработал приспособление для определения светового контраста между удалёнными от наблюдателя объектами. Для улучшения их видимости он применил светофильтры и испытал их в полевых условиях. Была разработана теория прибора для наблюдения в монохроматическом свете и в нескольких экземплярах собран сам прибор.
В 1932 году Г. Н. Раутиан опубликовал статью о работе и задачах цветовой группы, в 1936 году — о цветовой лаборатории. Он принимал участие в составлении книги «Оптика в военном деле» (1934). Для «Справочной книги оптико-механика» (1936) Г. Н. Раутиан написал четыре статьи о лабораторных приборах — колориметрических, рефрактометрических, фотометрических и спектральных.
Значительная часть научной деятельности Г. Н. Раутиана была посвящена вопросам цветового зрения и цветовосприятия, он стал одним из основоположников этой новой области физических измерений. С 1932 года в цветовой лаборатории Г. Н. Раутиан занимался изучением остроты различения в зависимости от яркости и контраста. Он начал с разработки самых необходимых приборов, и на основе данных, полученных Н. И. Сперанской под его руководством, был создан основной колориметрический стандарт: функции смешения цветов. Результаты исследований были представлены на международном симпозиуме по цвету, который состоялся в Англии в 1958 году. Они вошли в стандарт Международной комиссии по освещению (МКО) в 1961 году.
При участии Г. Н. Раутиана, Н. Д. Нюберг и Е. Н. Юстова определили основную физиологическую систему R, G, B (red, green, blue) — приёмников глаза и получили спектральные характеристики их чувствительности. Работа была представлена на международном симпозиуме в Англии и признана классической.
Г. Н. Раутиан детально исследовал вариации в цветовом зрении людей, проведя испытания более 3000 человек. Он построил новую классификацию форм цветового зрения, которая находится в полном соответствии с трёхцветной теорией Юнга-Гельмгольца. Разработанный им сдвоенный колориметр позволил расширить исследование влияния различных факторов на точность визуальных колориметрических равенств. В дальнейшем для определения цветовых порогов Раутиан применил аномалоскоп собственной конструкции, который позволяет определять пороги цветоразличения в трёх направлениях, соответствующих красной, зелёной и синей физиологической оси сетчатки.
В своих исследованиях Г. Н. Раутиан ориентировался на практическое использование результатов. Так, им была разработана система сигнализации на транспорте, цвета которой могут различать люди не только с нормальным, но и с дефектным цветовым зрением. Работая на Изюмском заводе с 1936 по 1939 год, Г. Н. Раутиан принимал участие в разработке новых цветных стёкол и был соавтором первого каталога цветного стекла, изданного ГОИ в 1940 году. Также он занимался внедрением методов цветового контроля на предприятиях Ленинграда: на ситценабивной фабрике им. Веры Слуцкой, заводе художественных красок, заводе художественного стекла и других предприятиях.
Г. Н. Раутиан — автор статей о цвете и его измерении в Большой Советской энциклопедии, статьи об аномалоскопе в Физическом Энциклопедическом Словаре, обладатель десяти авторских свидетельств, ряда статей в научно-популярных изданиях. Полный список его работ, составленный Л. И. Дёмкиной, насчитывает 106 публикаций.

## Награды
- Орден «Знак Почёта».
- Орден Ленина.
- Медаль «За доблестный труд в Великой Отечественной войне 1941—1945 гг».
- Медаль «Ветеран труда».
- Медаль «В память 250-летия Ленинграда».
- Звание «Заслуженный деятель науки».

## Дети
- Наталья (1916—1987) — окончила институт имени Лесгафта, специалист по спортивной медицине и лечебной физкультуре.
- Татьяна (1926) — окончила физический факультет ЛГУ, сейсмолог. В студенчестве — чемпионка СССР по академической гребле.
- Юрий (1927—2008) — окончил Ленинградский институт инженеров железнодорожного транспорта.
- Сергей (1928—2009) — окончил МГУ, член-корреспондент РАН, доктор физико-математических наук.
- Алёна (1930—2006) — окончила философский факультет ЛГУ. Работала технологом на Ленинградском заводе оптического стекла.
- Ксения (1931) — окончила Ленинградский институт водного транспорта.
- Кира (1935—2005) — педагог, переводчик.
- Млада (1936—2007) — окончила математический факультет ЛГУ.
- Владимир (1940) — окончил физический факультет ЛГУ.

## Избранные труды

### Теоретические вопросы
- Раутиан Г. Н. Глаз как оптический прибор // Оптико-механическая промышленность. — Л., 1932. —Т. 2, № 3. — С. 4—5.
- Раутиан Г. Н. Спектральный состав дневного света // Труды I Всесоюзной конференции по естественному освещению. — М.-Л., 1933. — Вып. 3. — C.29—35.
- Раутиан Г. Н. Рефрактометрический метод химического анализа // Современные физико-химические методы химического анализа : Сб. ст. — Л., 1935. — Вып. 2. — C.144—176.
- Раутиан Г. Н. О Вебер-Фехнеровском отношении для цветочувствительных приёмников глаза // Доклады Академии Наук СССР. — М., 1951. — Т. 79, № 1. — С.65—68.
- Раутиан Г. Н. Новая классификация форм цветового зрения // Биофизика. — М.,1956. — Т.1. — Вып.3.

### Физиологическая оптика
- Раутиан Г. Н., Пинегин Н. И. Острота различения в зависимости от яркости и контраста // Труды первой конференции по физиологической оптике. — М.-Л.,1936. — C. 342—532.
- Раутиан Г. Н. Исследование цветового зрения 995 лиц // Доклады Академии Наук СССР. — М.,1950. — Т. 74. — С.1073—1076.
- Раутиан Г. Н. Цветовая адаптация и пороги цветоразличения // Доклады Академии Наук СССР. — М., 1953. — Т. 92. — С.297—299.
- Раутиан Г. Н., Сперанская Н. И. О восприятии цветовых сигналов дихроматами // Оптико-механическая промышленность. — Л., 1953. — Т.18, № 4. — С.1—3.

### Приборы и практические методы
- Раутиан Г. Н. Прибор для локализации свилей // Оптико-механическая промышленность. — Л., 1935. — Т.5, № 97. — С.8—13.
- Раутиан Г. Н. Спектрограф для ультрафиолетовой части спектра // Труды Всесоюзной конференции по изучению стратосферы 31 марта — 6 апреля 1934. — М.-Л., 1935. — С. 239—241.
- Раутиан Г. Н. Новый аномалоскоп // Биофизика. — М., 1957. — Т.2. — Вып.6.
- Раутиан Г. Н., Сперанская Н. И. Цвета сигнальных огней в морском флоте // Труды Государственного оптического института. — Л., 1955. — Т.24 — Вып.144. — С.3—44.
- Раутиан Г. Н., Никитичева А. М., Лебедева В. С. Синие стёкла для пламенных печей // Оптико-механическая промышленность. — Л., 1957. — Т.24, № 4. — С.35—38.